# Dicranomyia bickeli
Dicranomyia bickeli är en tvåvingeart som först beskrevs av Günther Theischinger 1996.  Dicranomyia bickeli ingår i släktet Dicranomyia och familjen småharkrankar. Inga underarter finns listade i Catalogue of Life.